# Медаль суфражистки
Медаль суфражистки (англ. Suffragette Medal, WSPU Medal) — серебряная медаль, вручаемая с 1909 по 1914 год Женским социально-политическим союзом Великобритании «за доблесть» женщинам, которые были арестованы за борьбу за право голоса и объявившим в заключении голодовку, рискуя своей жизнью.

## Контекст
В начале XX века в Великобритании развернулась общественная кампания за право голоса для женщин. Участницы Женского социально-политического союза, прозванные суфражистками, прибегали к радикальным методам борьбы. За это они подвергались многочисленным арестам. 5 июля 1909 года в тюрьме Холлоуэй художница Мэрион Уоллес Данлоп, задержанная за граффити на стене Палаты общин, в знак протеста объявила голодовку. Она продлилась 91 час. В конце концов власти выпустили женщину, опасаясь её смерти. Очень быстро такая форма протеста распространилась среди суфражисток. В ответ тюремные власти начали практиковать насильственное кормление голодающих активисток, что нередко оборачивалось травмами. А в 1913 году они изобрели практику «кошки-мышки»: сильно ослабевших заключённых освобождали, а потом снова арестовывали, когда они поправлялись. Практика голодовок как и другие акции Женского социально-политического союза завершились в 1914 году после начала Первой мировой войны. Хотя ни одна голодовка не закончилась смертью, однако этот протест даже больше чем иные радикальные акции привлекали внимание общества к борьбе за женское избирательное право.

## Описание медали

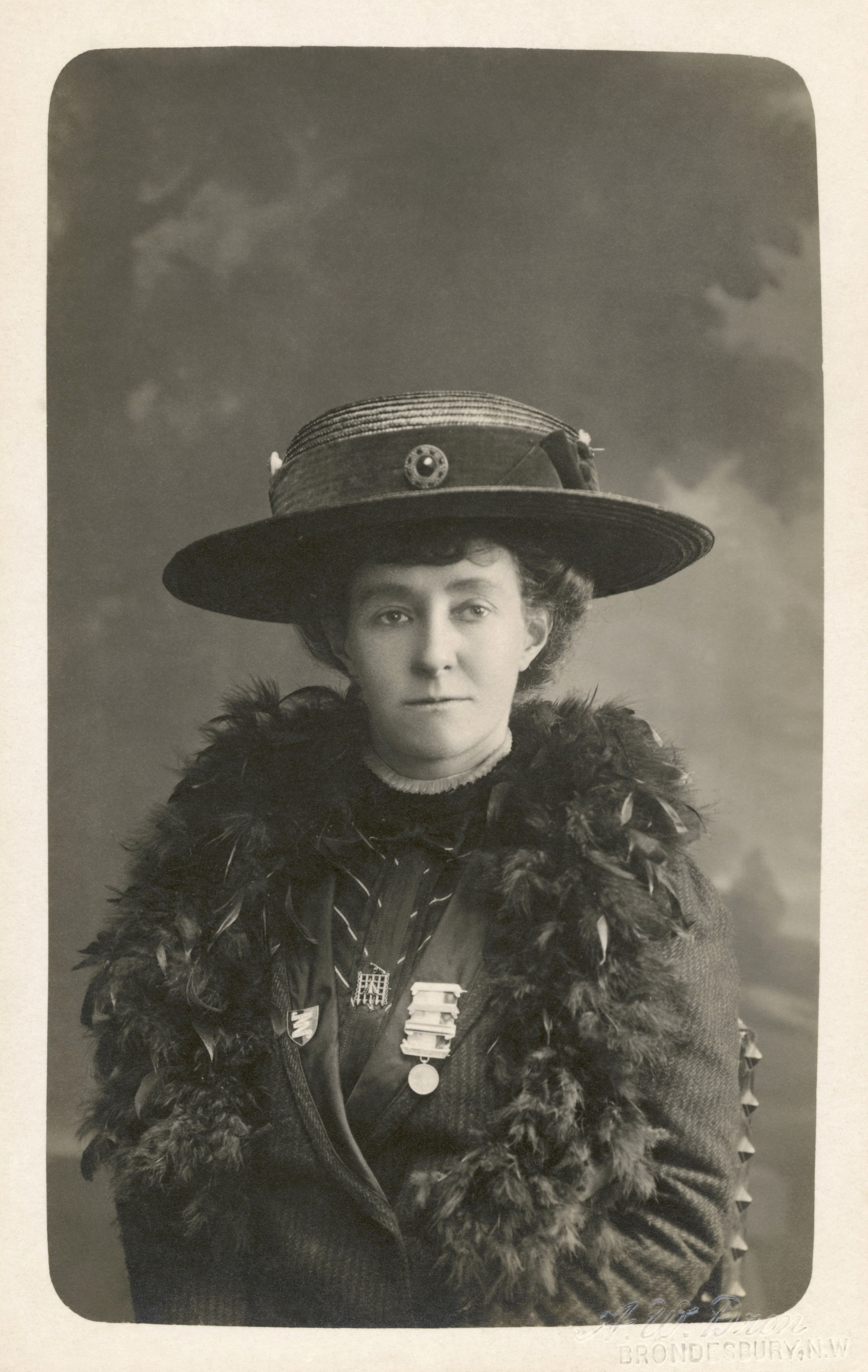
Эмили Дэвисон с медалью с двумя дополнительными планками и брошью. Фото ок. 1910—1912

Медаль суфражистки изготавливалась из серебра и имела диаметром 22 мм. На её лицевой стороне размещалась надпись «Hunger Strike» («голодная забастовка»), на обороте — имя награждённой женщины, обрамлённое лавровым венком (классическим символом победы и власти). Медаль подвешивалась посредством кольца на тканевую ленту с вертикальными полосами в цветах Женского социально-политического союза (слева направо — зелёный, белый, фиолетовый). Лента была натянута между двух серебряных планок. На верхней планке спереди был указан девиз «For Valour» («За доблесть»; это подражание девизу Креста Виктории), с её обратной стороны могло быть указано место заключения. Нижняя планка спереди покрыта эмалью с горизонтальными полосами тех же цветов (сверху вниз — фиолетовый, белый, зелёный), сзади неё указывалась дата начала голодовки (а также возможно её длительность и насильственное кормление). Иногда это указывалось на передней стороне. Если голодовок было несколько, то тогда на ленту крепились дополнительные планки.

## История медали
Учреждённые в 1909 году медали суфражисток стали важным и мощным символом борьбы женщин за равноправие. Всего, по некоторым оценкам было вручено менее 100 наград. Медаль вручалась в оригинальной коробке фиолетового цвета, обитой изнутри зелёным бархатом. На обороте крышке на белом фоне золотыми буквами был написан посвятительный текст.

## Некоторые известные награждённые
- Арчдейл, Хелен
- Драммонд, Флора
- Дэвисон, Эмили
- Марион, Китти
- Панкхёрст, Эммелин
- Пол, Элис
- Ричардсон, Мэри
- Элам, Нора

## Иные знаки суфражисток
Другой неформальной наградой суфражисток являлась разработанная Сильвией Панкхёрст серебряная брошь Холлоуэй в виде стилизованной тюремной решётки, которая вручалась женщинам, которые находились в заключении в тюрьме Холлоуэй за своё участие в борьбе за право голоса для женщин.
Остальные сторонницы движения суфражисток носили значки, трёхцветные ленты и даже ювелирные украшения, выполненные в аналогичной цветовой гамме.

### Галерея

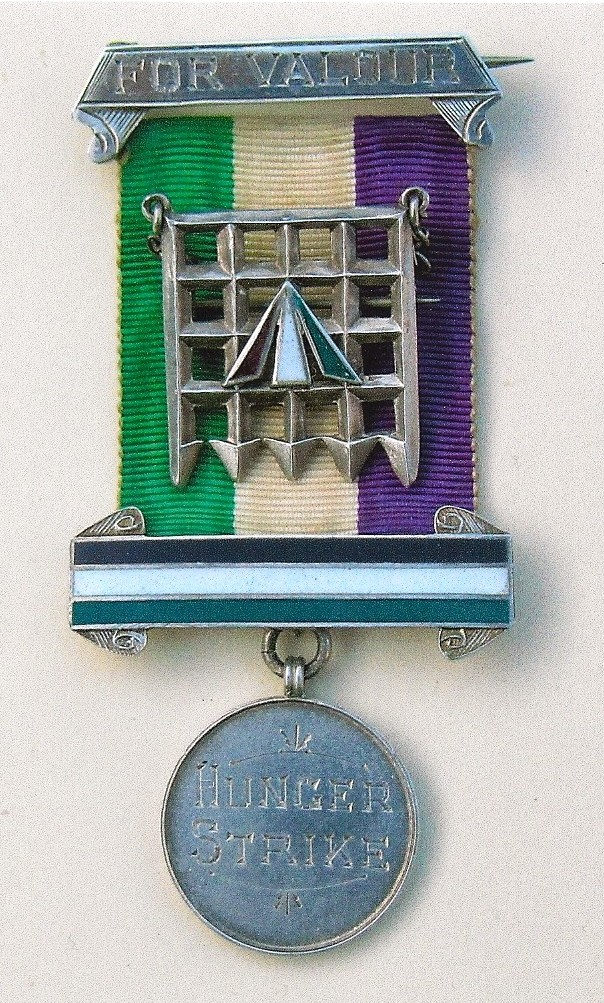
Брошь Холлоуэй, наложенная на ленту Медали суфражистки. Принадлежала Вайолет Блэнд[англ.], удостоенной обеих наград.
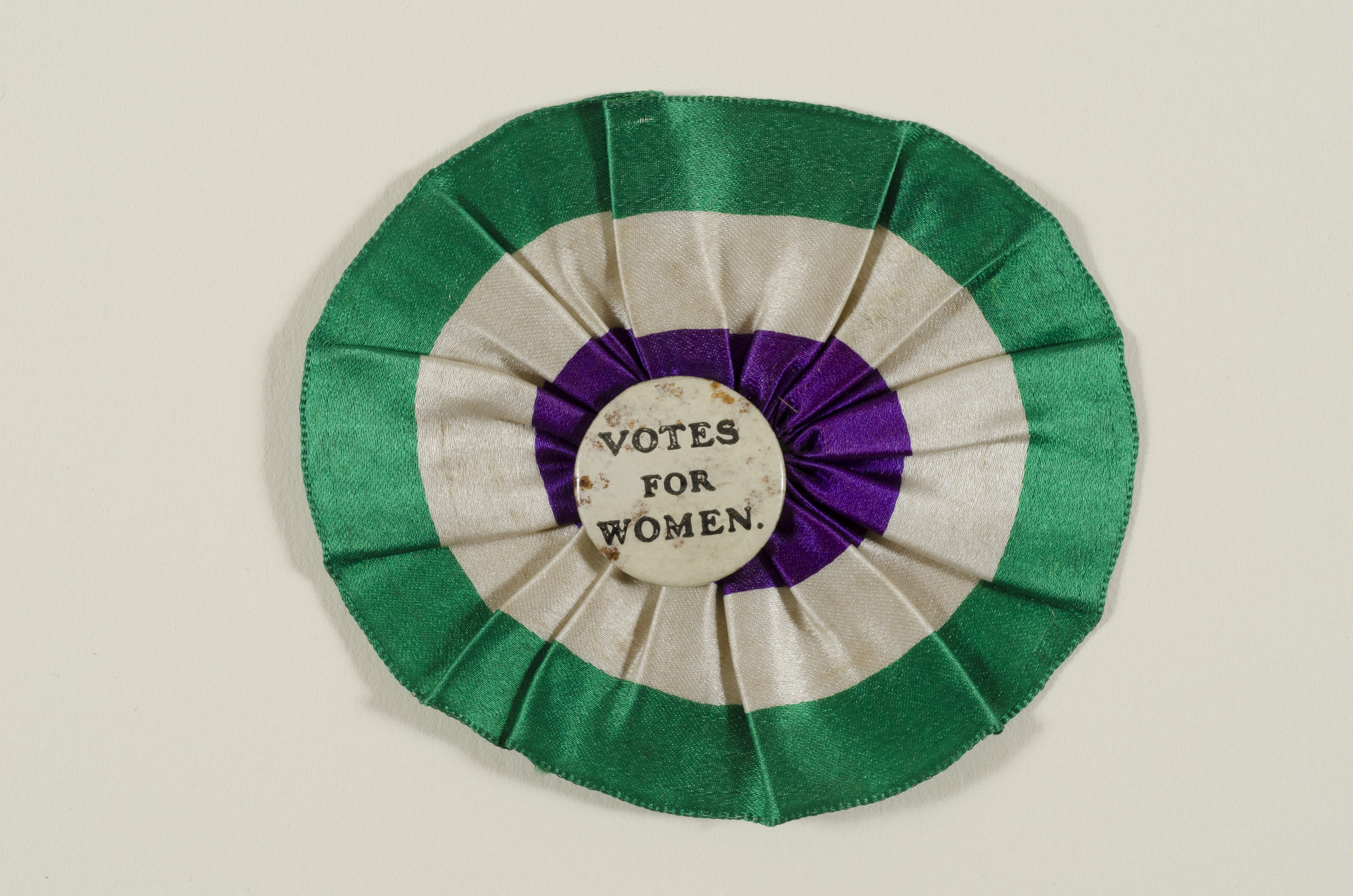
Лента со значком
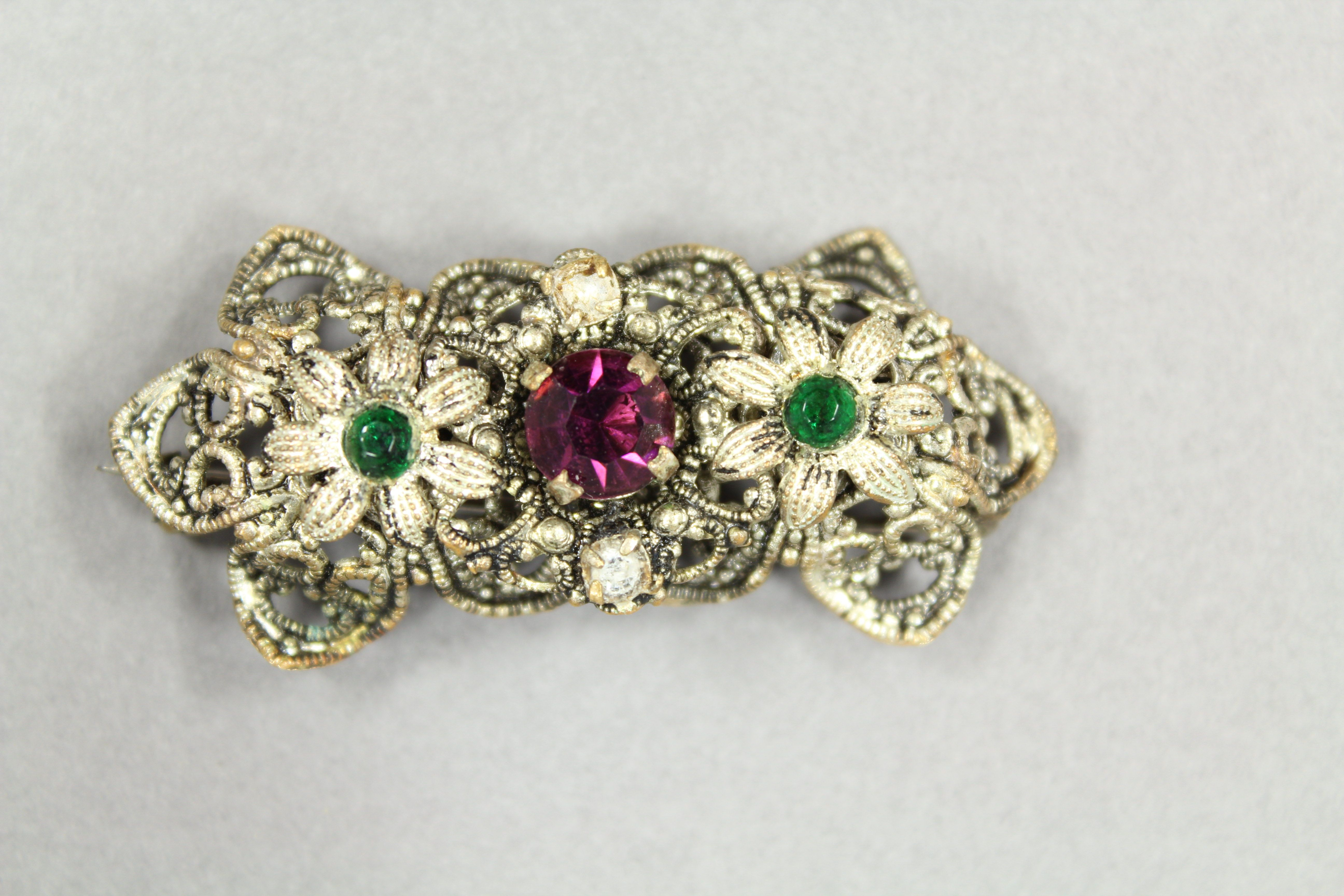
Ювелирное украшение[англ.]